# Monto
Monto is een plaats in de Australische deelstaat Queensland en telt 1159 inwoners (2006).
Monto is ook de naam van de rosse buurt in Dublin. De buurt is bekend door het ondeugende liedje Take her up to Monto dat door The Dubliners werd gezongen. 